# 高岡浩三
高岡 浩三（たかおか こうぞう、1960年3月30日 - ）は、日本のビジネスプロデューサー、作家、実業家、Yahoo!オーサー。ネスレコンフェクショナリー代表取締役社長、ネスレ日本代表取締役社長兼CEO を歴任。2014年より、マーケティングの神様“フィリップ・コトラー”が中心となったワールド・マーケティング・サミットにて、日本のカウンシル代表を務める。大阪府堺市生まれ。神戸大学経営学部卒業。

## 概要
大阪府堺市生まれ。大阪府立生野高等学校、神戸大学経営学部 経営学組織論を卒業。
1983年（昭和58年）ネスレ日本株式会社に入社(営業本部東京支店)。各種ブランドマネジャー等を経て、30歳で同社史上最年少部長に昇格。ネスレコンフェクショナリー株式会社マーケティング本部長として「キットカット」受験キャンペーンを成功させる。受験生のお守りとして「きっと勝つ」という語呂合わせをした「キットカット」は一世風靡を浴びた。
2005年（平成17年）ネスレコンフェクショナリー株式会社代表取締役社長に就任。2010年（平成22年）ネスレ日本株式会社代表取締役副社長飲料事業本部長として新しいネスカフェ・ビジネスモデルを提案・構築。利益率の低い日本の食品業界において、新しいビジネスモデルを追求しながら超高収益企業の土台をつくる。同年11月、生え抜きの日本人社員として初めてネスレ日本株式会社代表取締役社長兼CEO（最高経営責任者）に就任。コーヒーマシンを無料でオフィスに貸し出し、専用カプセルの定期購入などで代金を回収する全く新しいビジネスモデル「ネスカフェ アンバサダー」を立ち上げ、インスタントコーヒーをオフィス市場に持ち込んだ。
4年連続で右肩上がりにさせる。「カフェ・イン・ショップ」2年半年で2000店舗。「ネスレシアター」1年半で2000万人が視聴。「ネスカフェ アンバサダー」2年半で18万人。「キットカット ショコラトリー」1年半で6店舗20億円。スイス本社から「ジャパンミラクル」と称賛されるほど同社を急成長させた。
2013年（平成25年）初の著書『逆算力 成功したけりゃ人生の〆切を決めろ』が発売。2014年（平成26年）に「ネスカフェ アンバサダー」で『2014年日本マーケティング大賞』を受賞。同年『第41回ベストドレッサー賞（政治・経済部門）も受賞。
2020年（令和2年）60歳の定年を機にネスレ日本㈱代表取締役社長兼CEOを退任。スイス本社から、もう5年社長をという話もあったが65歳になってからでは遅いと考え、ビジネスプロデューサーとして再始動。企業のDXを支援する「ケイアンドカンパニー」（兵庫県西宮市）を設立し、代表に座った。同年10月「イノベーションスクール」を開講。2021年（令和3年）イノベーション創出のためのオンラインサロン「アンカー・デジタル・イノベーション・サロン」を開設した。さらにサッカー元日本代表の本田圭佑らと起業家支援のファンドをつくった。
現在はネスレ時代に構築したイノベーション創出のノウハウを日本に広げることをセカンドキャリアに選択。ケイアンドカンパニーの代表として、様々な企業や団体にビジネス・プロデュースのアドバイスを提供する。経済同友会幹事、医療・福祉ビジネス委員会副委員長、日本インスタントコーヒー協会会長、早稲田大学ビジネススクール国際諮問委員、テアトル東京アカデミー（株）社外取締役、株式会社サイバーエージェントの社外取締役。

## 略歴
- 1983年（昭和58年） - 神戸大学経営学部卒業。ネスレ日本株式会社に入社し営業本部東京支店配属[11]。
- 1999年（平成11年） - ネスレコンフェクショナリー株式会社プロジェクトディレクターに就任[1]。
- 2001年（平成13年） - ネスレコンフェクショナリー株式会社マーケティング本部長に就任[1]。
- 2005年（平成17年）1月 - ネスレコンフェクショナリー株式会社代表取締役社長に就任[11]。
- 2010年（平成22年）1月 - ネスレ日本株式会社代表取締役副社長飲料事業本部長に就任[11]。
- 2011年（平成23年）11月 - ネスレ日本株式会社代表取締役社長兼CEOに就任[11]。
- 2012年（平成24年） - ベストドレッサー賞（政治・経済部門）受賞[1]。
- 2014年（平成26年）2月 - 37 OUTSTANDING MARKETERS NAMED INTERNATIONALISTSに選出[1]。
- 2014年（平成26年）5月 - 「ネスカフェアンバサダー」が日本マーケティング大賞を受賞[12]。
- 2015年（平成27年）4月 - ケイアンドカンパニー㈱ 代表取締役就任(現任)[11]
- 2019年（令和元年）8月 - KTデジタル㈱ 代表取締役就任(現任)[11]
- 2020年（令和2年）3月 - ネスレ日本㈱代表取締役社長兼CEO退任[11]
- 2020年（令和2年）4月1日 - サイバーエージェント顧問[11]
- 2020年（令和2年）5月 - 株式会社WEINとWEIN挑戦者FUNDを設立[11]
- 2020年（令和2年）12月 - サイバーエージェント取締役就任(現任)[11]。

## 人物
- 高岡が10歳のとき父親が42歳で亡くなった。10歳で喪主を務めた。葬式の夜に実は祖父も42歳で亡くなったことを知る。その日から「自分の人生も42歳で終わるのかもしれない」と考えるようになった。会社に入ってたった20年で何かをしなければいけない、早く夢を実現させたいため実力主義の外資系企業を視野に入れ、ネスレ日本の門を叩いた[13][14]。
- 現在、高岡の未来へ遺したい夢は「健康寿命に貢献する」である[14]。

## 仕事術
- 信念として「思いついたことの98パーセントは実行せよ!」「リーダーは、自分の考えたこと、主張したことを「やって見せる」のが最低条件になる」「イノベーションとは、思いつきを行動に起こすか起こさないかである」[1]
- 仕事術として「考える時間をものすごく持とう」がある。ネスレ日本時代、社員に「仕事と作業は分けてくれ。そして、仕事をしてほしい」と求めた。考えることが仕事であって、作業はできるだけ省いていくのがマネジメントの役割。書類は3枚以上高岡に見せるなというルールをつくった。そして2011年に『イノベーションアワード』を創設した。グランプリに選ばれたアイデアが、翌年の会社の戦略になり、考えた本人が高岡の直轄するプロジェクトリーダーになる。そうすることで社内にモチベーションが高まった。結果的に年間5000件を超えるアイデアが届くようになった[4]。「カフェ・イン・ショップ」のアイデアは、このアワードに応募した契約社員の女性の案がきっかけとなった[15]。
- いま日本にはリノベーション（改修）じゃなくてイノベーション（発明）が必要だ。イノベーションとは「顧客が認識していない問題」あるいは「解決できるはずがないと諦めている問題」を解決すること。「顧客が認識している問題」を解決するのは、リノベーションにすぎない[4][13]。
- 41歳のときにスイスの本社からキットカットのマーケティング責任者を託された。1～2月の売れ行きが好調だというデータのある九州地方では、方言の「きっと勝っとお」に聞こえるため、受験生の縁起担ぎになっていることが判明。これをヒントに、2003年から受験生応援キャンペーンなどを展開。結果、売上が延び、5年で利益率5倍というミッションも達成した[14]。

## 出演

### テレビ
- 『ひるおび!』（TBSテレビ）[14]
- 『がっちりマンデー!!』（TBSテレビ）[14]
- 『水トク！～子供に聞かせたい「お金儲け」の話をしよう』（TBSテレビ）[14]
- 『夢の扉+』（TBSテレビ）[14]
- 『Back up～必見！日本の元気を応援するテレビ～』（フジテレビ）[14]
- 『マネーの羅針盤』（テレビ東京）[14]
- 『日経スペシャル カンブリア宮殿』 ジャパンミラクルで大躍進！ 外資系食品企業のイノベーション戦略（2017年9月28日、テレビ東京）[14][16]
- 『ワールドビジネスサテライト』（テレビ東京）[14]
- 『ヒットの秘密』（テレビ東京）[14]
- 『ナゼを解明！ヒットの真相』（テレビ東京）[14]
- 『グローバル100年企業』（テレビ東京）[14]
- 『Mプラス Express』（テレビ東京）[14]
- 『トム・ワトソンX北野武　奥深きゴルフ～世界で戦うための戦略～』（BS朝日）[14]
- 『賢者の選択』（BS11）[14]

### インターネット放送
- 『NewsPicks』（YouTubeチャンネル）
- 『PIVOT』（YouTubeチャンネル）

## 書籍
- 『逆算力 成功したけりゃ人生の〆切を決めろ』（2013年4月11日、日経BP社）ISBN 978-4822274160
- 『ゲームのルールを変えろ』（2013年9月13日、ダイヤモンド社）ISBN 978-4478024386
- 『社会の大きな変化に目を向けよ 消費者はデータから見えない DIAMOND ハーバード・ビジネス・レビュー論文』（2015年1月19日、ダイヤモンド社)　ASIN B00S0ENLJ0
- 『ネスレの稼ぐ仕組み』（2015年9月11日、KADOKAWA/中経出版）ISBN 978-4046011640
- 『マーケティングのすゝめ 21世紀のマーケティングとイノベーション』（共著:フィリップ・コトラー）（2016年10月5日、中央公論新社）ISBN 978-4121505675
- 『世界基準の働き方 海外勤務を拒み続けた私が超巨大グローバル企業の幹部になれた理由』（2017年4月19日、PHP研究所）ISBN 978-4569835730
- 『コトラーの「予測不能時代」のマネジメント』（著者:フィリップ・コトラー、解説:高岡浩三）（2018年2月23、日東洋経済新報社）ISBN 978-4492557839
- 『経営者の仕事はパーパスを提唱し、実現すること（インタビュー） DIAMOND ハーバード・ビジネス・レビュー論文』（2019年10月3日、ダイヤモンド社)　ASIN B07YC6PKDD
- 『イノベーションは顧客の問題発見から始まる（インタビュー） DIAMOND ハーバード・ビジネス・レビュー論文』（2021年12月8日、ダイヤモンド社）　ASIN B09MH65LG2
- 『イノベーション道場 極限まで思考し、人を巻き込む極意』（2022年4月27日、幻冬舎）ISBN 9784344039001
- 『問題発見の教科書 ゼロから革新的なヒットをつくり出す』（2022年11月17日、朝日新聞出版）ISBN 9784022518743